# Google Traduction
Google Traduction (anglais : Google Translate) est un service de traduction automatique gratuit fourni par Google.

## Description
Contrairement à d'autres services de traduction comme Babel Fish (supprimé en 2012), AOL et Yahoo! qui utilisent SYSTRAN, Google utilise son propre logiciel de traduction.
Le service permet également la traduction de pages Web, même longues. Depuis décembre 2016, une limitation de 5 000 caractères traduits est posée, mais elle n'affecte pas la traduction d'une page web via son URL. Les hyperliens des pages Web traduites restent fonctionnels et la navigation entre pages Web traduites est assurée, parfois partiellement.
Google Traduction, comme les autres outils de traduction automatique, a ses limites. Les textes traduits contiennent encore des approximations et des faux sens. Par exemple, l'outil confond les contextes d'énonciation et en déduit des sens non pertinents ; parfois, la grammaire n'est pas fiable. C'est l'une des raisons pour lesquelles Google Traduction n'est pas systématiquement utilisé par les plateformes commerciales qui exigent la précision professionnelle de traducteurs humains.
Ce service propose la prononciation par un automate des mots, groupes de mots et phrases. Depuis 2015, le service traduit les mots en temps réel grâce à l'appareil photo intégré du smartphone et depuis 2017, grâce à une fonction de reconnaissance de l'écriture manuscrite. Par ailleurs, des claviers virtuels avec les alphabets étrangers sont disponibles. À partir de 2018, les mots s'affichent en réalité augmentée grâce à Google Lens.

## Approche

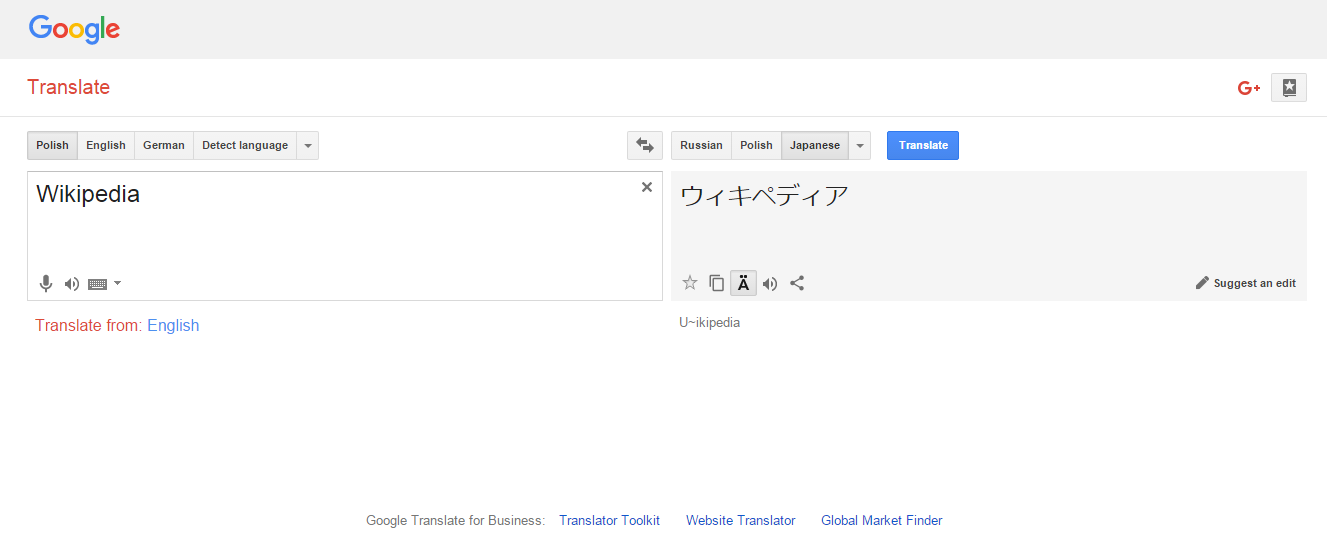
Exemple de traduction avec Google Traduction.

Google Traduction  est basé sur une méthode appelée traduction automatique statistique, et plus spécifiquement, sur les recherches de Franz-Josef Och qui a remporté le concours DARPA pour la vitesse de traduction automatique en 2003. Och est maintenant chargé du département de traduction automatique de Google.
Selon Och, une base solide pour l'élaboration d'une statistique utilisable consiste à se baser sur un corpus de textes (ou texte parallèle) bilingue de plus d'un million de mots et deux corpus unilingues de plus d'un milliard de mots chacun, les modèles statistiques à partir de ces données servant ensuite à traduire les différentes langues.
Pour acquérir cette quantité considérable de données linguistiques, Google exploite les documents publics de l'Organisation des Nations unies. Le même document est normalement disponible dans les six langues officielles de l'ONU, ce qui permet maintenant à Google hectalingual (cent langues) de disposer d'un corpus de 20 milliards de mots.
La disponibilité de l'arabe et du chinois comme langues officielles de l'ONU est probablement une des raisons pour lesquelles Google Traduction a d'abord concentré ses efforts sur le développement de la traduction entre l'anglais et les autres langues de ce corpus, et pas, par exemple, sur le japonais ou l'allemand, qui ne sont pas des langues officielles de l'ONU[réf. nécessaire].
Les représentants de Google se sont montrés très actifs à des conférences nationales au Japon et ont convaincu certains chercheurs de leur fournir des corpus bilingues. Google s'est avéré être un commanditaire officiel de la Computational Linguistics annuelle à la conférence Gengoshorigakkai au Japon en 2007. Google a également envoyé un délégué à la réunion des membres de la Société de linguistique informatique du Japon en mars 2005.
Depuis 2016, Google Traduction utilise un réseau de neurones récurrents comme langue intermédiaire pour éviter de passer par l'anglais.

## Interface
Le 1er septembre 2010, l'interface de Google Traduction a été revue, ainsi que fin 2018.

### Logos

Logo français jusqu'à mai 2009.
Logo en français depuis mai 2009.
Ancien logo en français.
Ancien logo en anglais.
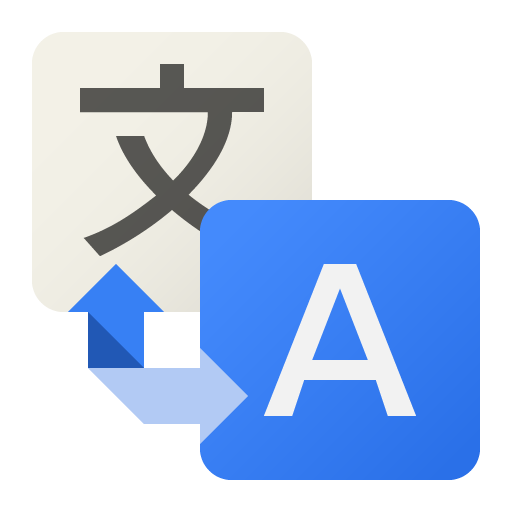
Ancienne icône.
Nouvelle icône depuis 2016.

## Langues prises en charge
Au 28 juin 2024, 243 langues sont prises en charge :
- Abkhaze
- Acehnais
- Acholi
- Afar
- Afrikaans
- Akan
- Albanais
- Allemand
- Alur
- Amharique
- Anglais
- Arabe
- Arménien
- Assamais
- Avar
- Awadhi
- Aymara
- Azéri
- Bachkir
- Balinais
- Baloutchi
- Bambara
- Baoulé
- Basque
- Batak Karo
- Batak Simalungun
- Batak Toba
- Bemba
- Bengali
- Betawi
- Bhodjpouri
- Bicol
- Biélorusse
- Birman
- Bosnien (Bosniaque)
- Bouriate
- Breton
- Bulgare
- Cantonais
- Catalan
- Cebuano
- Chichewa
- Chinois simplifié et traditionnel
- Chuuk
- Cingalais
- Coréen
- Corse
- Créole haïtien
- Créole mauricien
- Créole seychellois
- Croate
- Danois
- Dari
- Dinka
- Dioula
- Divehi
- Dogri
- Dombe
- Dzongkha
- Espagnol
- Espéranto
- Estonien
- Ewe
- Féroïen
- Fidjien
- Finnois
- Fon
- Français
- Frioulan
- Frison occidental
- Ga
- Gaélique écossais
- Galicien
- Gallois
- Géorgien
- Grec
- Guarani
- Gujarati
- Hakha Chin
- Haoussa
- Hawaïen
- Hébreu
- Hiligaïnon
- Hindi
- Hmong
- Hongrois
- Hunsrik
- Iban
- Igbo
- Ilocano
- Indonésien
- Irlandais
- Islandais
- Italien
- Japonais
- Javanais
- Jingpo
- Kalaallisut
- Kannada
- Kanuri
- Kazakh
- Khasi
- Khmer
- Kiga
- Kikongo
- Kinyarwanda
- Kirghiz
- Kituba
- Kok Borok
- Komi
- Konkani
- Krio
- Kurde (Kurmandji)
- Kurde (Sorani)
- Lao (Laotien)
- Latgalien
- Latin
- Letton
- Ligure
- Limbourgeois
- Lingala
- Lituanien
- Lombard
- Lunganda
- Luo
- Luxembourgeois
- Macassar
- Macédonien
- Madurais
- Maïthili
- Malais (Jawi)
- Malais (Malaisien)
- Malayalam
- Malgache
- Maltais
- Mam
- Manx
- Maori
- Marathi
- Mari des prairies
- Marshallais
- Marwari
- Maya yucatèque
- Manipuri
- Minangkabau
- Mizo
- Mongol
- N'ko
- Nahuati
- Ndau
- Ndébélé (Sud)
- Néerlandais
- Népalais
- Nepalbhasha
- Norvégien
- Nuer
- Occitan
- Oriya
- Oromo
- Ossète
- Oudmourte
- Ouïgour
- Ouzbek
- Pachto
- Pampangue
- Pangasinan
- Penjabi (Gurbmukhi et shahmukhi)
- Papiamento
- Patois jamaïcain
- Persan
- Philippin
- Polonais
- Portugais (du Brésil et du Portugal)
- Pulaar
- Q'eqchi'
- Quechua
- Romani
- Roumain
- Roundi
- Russe
- Same (Nord)
- Samoan
- Sango
- Sanskrit
- Santali
- Sepedi
- Serbe
- Sesotho
- Shan
- Shona
- Sicilien
- Silésien
- Sindhî
- Slovaque
- Slovène
- Somali
- Soundanais
- Soussou
- Suédois
- Swahili
- Swati
- Tadjik
- Tahitien
- Tamazight
- Tifinagh
- Tamoul
- Tatar
- Tatar de Crimée
- Tchèque
- Tchétchène
- Tchouvache
- Telugu
- Tétoum
- Thaï
- Tibétain
- Tigrigna
- Tiv
- Tok pisin
- Tongien
- Toulou
- Touvain
- Tsonga
- Tswana
- Tumvuka
- Turc
- Turkmène
- Twi
- Ukrainien
- Urdu
- Venda
- Vénitien
- Vietnamien
- Waray-waray
- Wolof
- Xhosa
- Yakoute
- Yiddish
- Yorouba
- Zapotèque
- Zoulou

## Google Translator Toolkit
En français « boîte à outils du traducteur Google », ce toolkit permet de traduire au choix[réf. nécessaire] :
- une page web ;
- un article Wikipédia :
- une vidéo YouTube ;
- un fichier de moins d'1 Mo, d'un des types suivants :
  - archive AdWords Editor (. aea),
  - ressource Android (.xml),
  - application iOS Apple (.strings),
  - application Resource Bundle (.arb),
  - extension Google Chrome (.json),
  - fonction gettext de GNU (.po),
  - HTML (.html),
  - application Java (.properties),
  - Microsoft Word (.doc),
  - OpenDocument Text (.odt),
  - Texte brut (.txt),
  - Rich Text (.rtf),
  - SubRip (.srt),
  - SubViewer (.sub).